# Buccalorgan
Das Buccalorgan ist eine morphologisch vielgestaltige Struktur im vordersten, Pharynx genannten Abschnitt des Darmkanals bei den Polychaeten, den vielborstigen Ringelwürmern. Es dient der Nahrungsaufnahme. Das Buccalorgan gehört zum ektodermalen Vorderdarm, das bedeutet, er ist mit einer Kutikula ausgekleidet und dient nicht selbst der Verdauung der Nahrung. Der Begriff wurde durch den Zoologen und Anneliden-Experten Rodney Phillips Dales eingeführt.
Ein Buccalorgan fehlt den Wenigborstern und den Egeln, innerhalb der Polychaeten fehlt es bei Gruppen mit filtrierender Ernährungsweise wie den Familien Sabellidae und Serpulidae. Diese haben stattdessen eine, anders gebildete, aus Palpen aufgebaute Tentakelkrone entwickelt.
In Analogie zu den Bildungen bei den Annelida werden manchmal auch ähnliche Bildungen im Mund- oder Rachenraum bei anderen Tierstämmen, etwa bei den Hakensaugwürmern (Monogenea) als Buccalorgane bezeichnet.

## Aufbau
Das Buccalorgan geht aus der als Stomodeum bezeichneten, primären Mundregion der Annelidenlarve hervor. Beim adulten Wurm wird der entsprechende Abschnitt dann, wenn er besondere Muskulatur aufweist, Pharynx (Rachen) genannt. Bei vielen Gruppen ist der Pharynx nach außen ausstülpbar, er wird dann Proboscis („Rüssel“) genannt. Bei einigen Gruppen sind Strukturen im Inneren verhärtet (sklerotisiert), teilweise durch Mineraleinlagerungen noch weiter verstärkt, und bilden so Kiefer aus. Die Vielfalt der, je nach Ernährungsweise, mannigfaltig abgewandelten Buccalorgane wird meist auf wenige Grundtypen zurückgeführt.
Bei einer Reihe von Gruppen sind dorsolateral (d. h. seitlich im oberen Teil) zwei nur schwach muskuläre, lippenartige Falten vorhanden, die dicht mit Cilien besetzt sind und durch Drüsenzellen viel Schleim absondern. Diese können sich nach vorn bis auf die Unterseite des Prostomium fortsetzen. Beim Fressvorgang werden die Lippen ausgestülpt, indem der umgebende Vorderabschnitt muskulär zurückgezogen wird, die Tiere kratzen damit nicht fest anheftende organische Substanz von Oberflächen ab, von der sie sich ernähren. Dieser Aufbau ist typisch vor allem für kleine, nur wenige Millimeter lange Arten, die auf der Substratoberfläche oder im Lückensystem (Interstitial) im Substratinneren leben. Diese Ausprägung wird von einigen Autoren nicht zum Buccalorgan gerechnet.
Andere Gruppen besitzen einen axialen, nicht-muskulären, ausstülpbaren Rüssel oder Proboscis. Dieser Aufbau ist typisch für Substratfresser, die Sand oder Schlamm fressen und dann den darin enthaltenen organischen Anteil verdauen, wie viele Arten der Arenicolidae, Maldanidae, Capitellidae, Opheliidae, Orbiniidae und Paraonidae. Die Proboscis wird ausgestülpt über eine Erhöhung des hydrostatischen Drucks und durch Retraktormuskeln wieder eingefahren. Sie ist typischerweise reichlich mit Schleimdrüsen, aber kaum mit Cilien versehen.
Sehr viele Gruppen besitzen ventrale (auf der Bauchseite angeordnete) Buccalorgane, die in einer Vielzahl von Typen auftreten. Der verbreitetste Typus ist eine ventrale Proboscis, die durch dichte, plattenartige Muskelverbände mit zahlreichen Quermuskeln beweglich ist. Häufig handelt es sich um eine kissenartige, muskuläre Struktur, mit der entweder Nahrungssubstrat von der Oberfläche abgekratzt oder -geleckt wird, oder die dazu dient, Nahrungsmasse zu verdichten oder zu stopfen. Dazu können zahn- oder kieferartige Verdickungen ausgebildet sein. Es kommen alle Übergänge von ventralen Buccalorganen von kurzen, kissenartigen Strukturen bis zu langen, vorstreckbaren Rüsseln vor, die vermutlich in verschiedenen Gruppen konvergent entstanden sind. Dieser Aufbau ist typisch für viele Vertreter der Scolecida. Je nach Feinbau und Anordnung der Muskelfasern werden verschiedene Subtypen unterschieden.
Typisch für die Phyllodocida ist ein Buccalorgan aus einer axialen, muskulären Proboscis. Sie ist in einer, ebenso stark mit Muskeln versehenen Buccalhöhle eingeschlossen und kann mit Muskelkraft ausgefahren werden. Die Mundöffnung liegt hier an der Spitze der Proboscis. Bei einigen Familien sind darauf zusätzlich fingerartige Papillen ausgebildet (Pisionidae, Hesionidae, Pilargidae und Syllidae), die Sinneszellen tragen. Ein ausstülpbarer axillarer Rüssel ist häufig mit Kieferbildungen kombiniert, vor allem bei den Eunicida, aber auch, eher zahnartig ausgebildet, bei den Glyceridae, Nereididae, Pisionidae und Polynoidae. Die Kiefer sind Sonderbildungen der Epidermis und werden von Gnathoblasten genannten Drüsenzellen gebildet. Sie können durch Mineraleinlagerungen weiter verstärkt sein, enthalten aber niemals Chitin wie bei den Arthropoden.